# 船帆座IZ
船帆座IZ，又名CD-41 4720，HD 77475、SAO 220760、HR 3600，是船帆座的一颗恒星，视星等为5.55，位于銀經263.95，銀緯2.96，其B1900.0坐标为赤經8h 57m 37.9s，赤緯-41° 28′ 18″。